# Takuya Suzumura
Takuya Suzumura (født 13. september 1978) er en tidligere japansk fodboldspiller.
Han har spillet for flere forskellige klubber i sin karriere, herunder Vissel Kobe.